# Pioneering Spirit
Pioneering Spirit (anteriormente Pieter Schelte) es un catamarán grúa propiedad del grupo Allseas, con sede en Suiza, diseñado para la instalación y desmontaje de grandes plataformas de petróleo y gas con un solo elevador y la instalación de oleoductos.
El buque de 382 metros de largo (1253 pies) y 124 metros de ancho (407 pies) es el buque más grande del mundo por tonelaje bruto (coloquialmente "el más pesado"), también el más ancho (mayor manga) del mundo y, desde septiembre de 2021, también el buque grúa más grande del mundo.

## Diseño

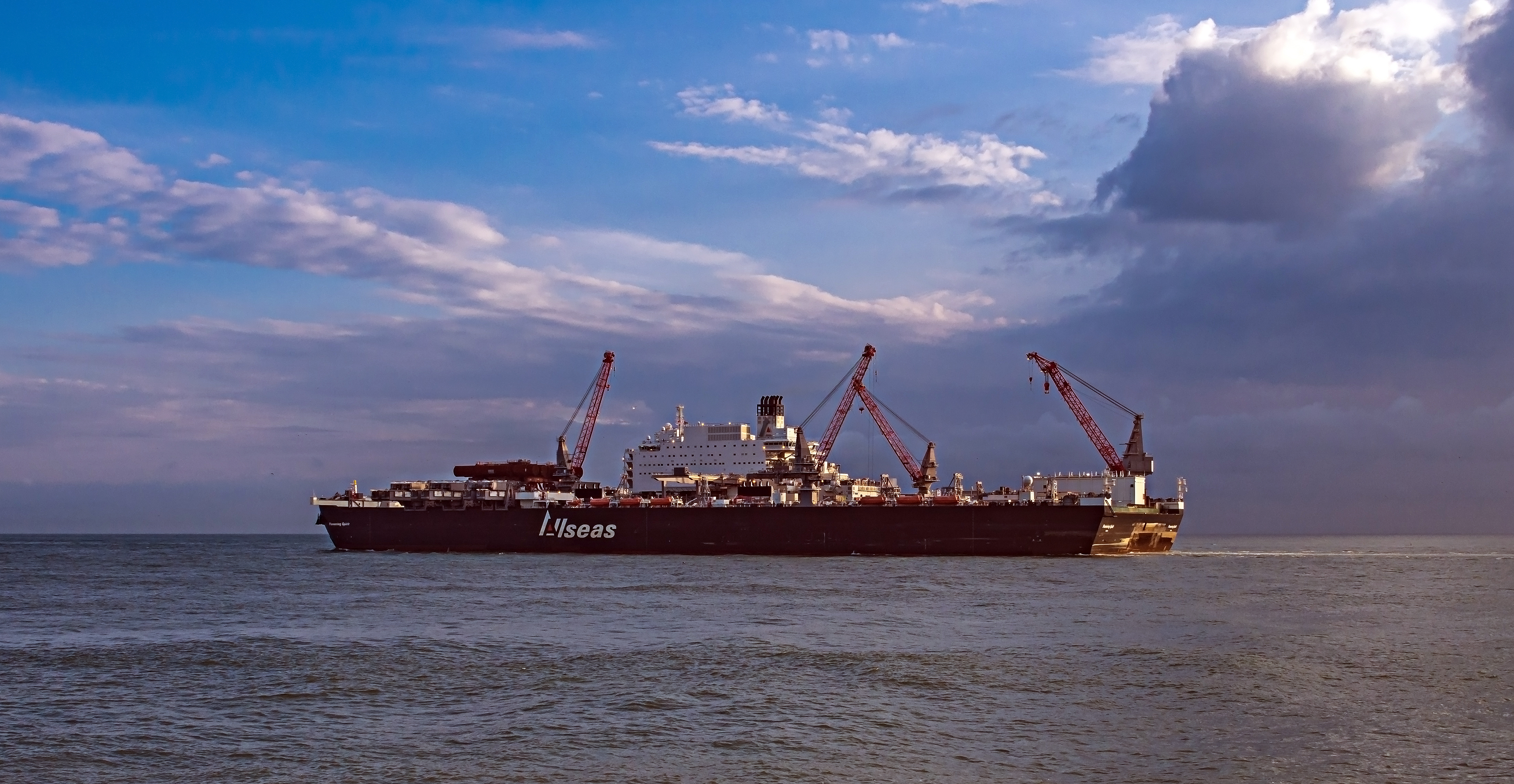
Vista lateral del barco, año 2016.
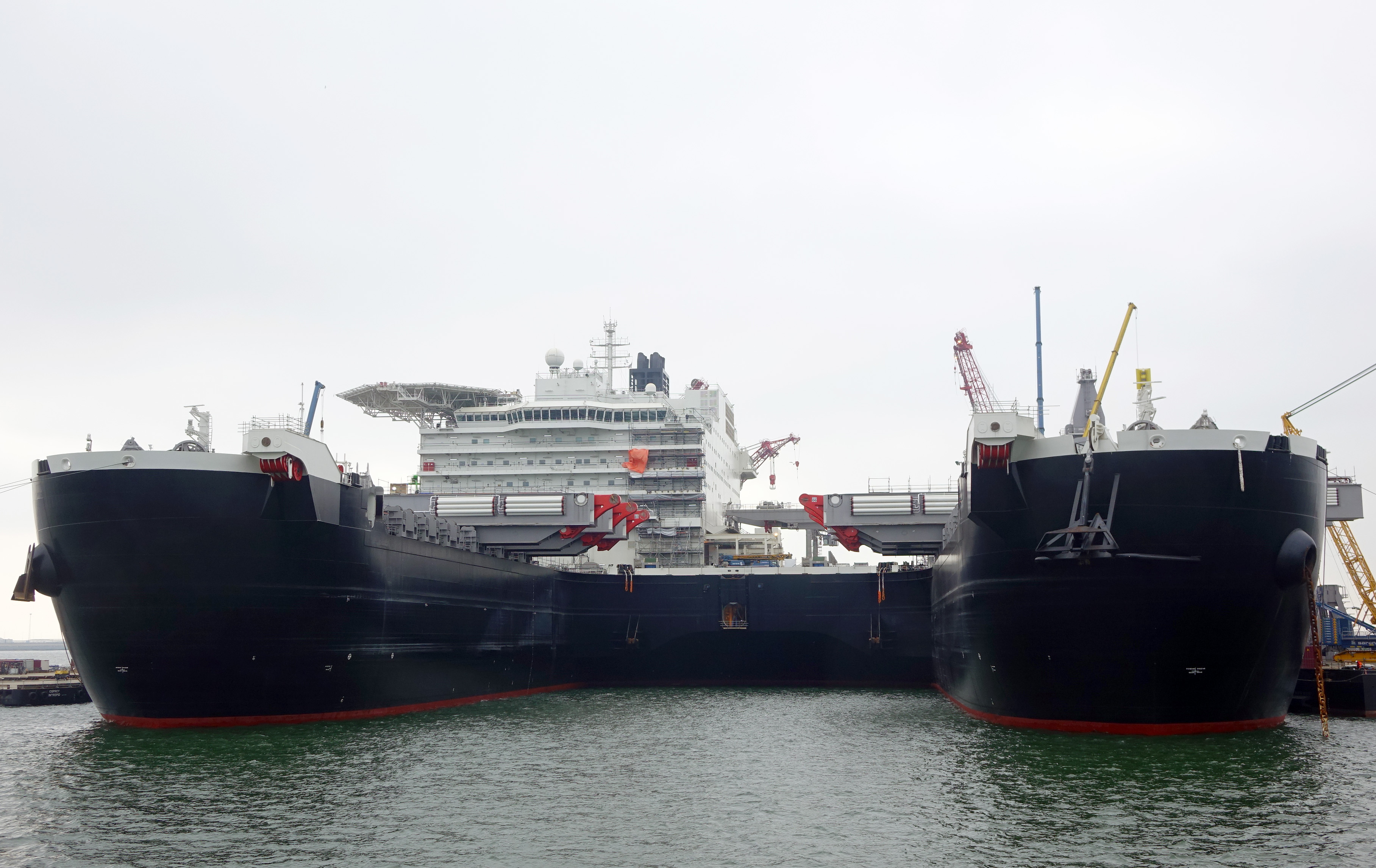
Vista frontal del barco, año 2015.
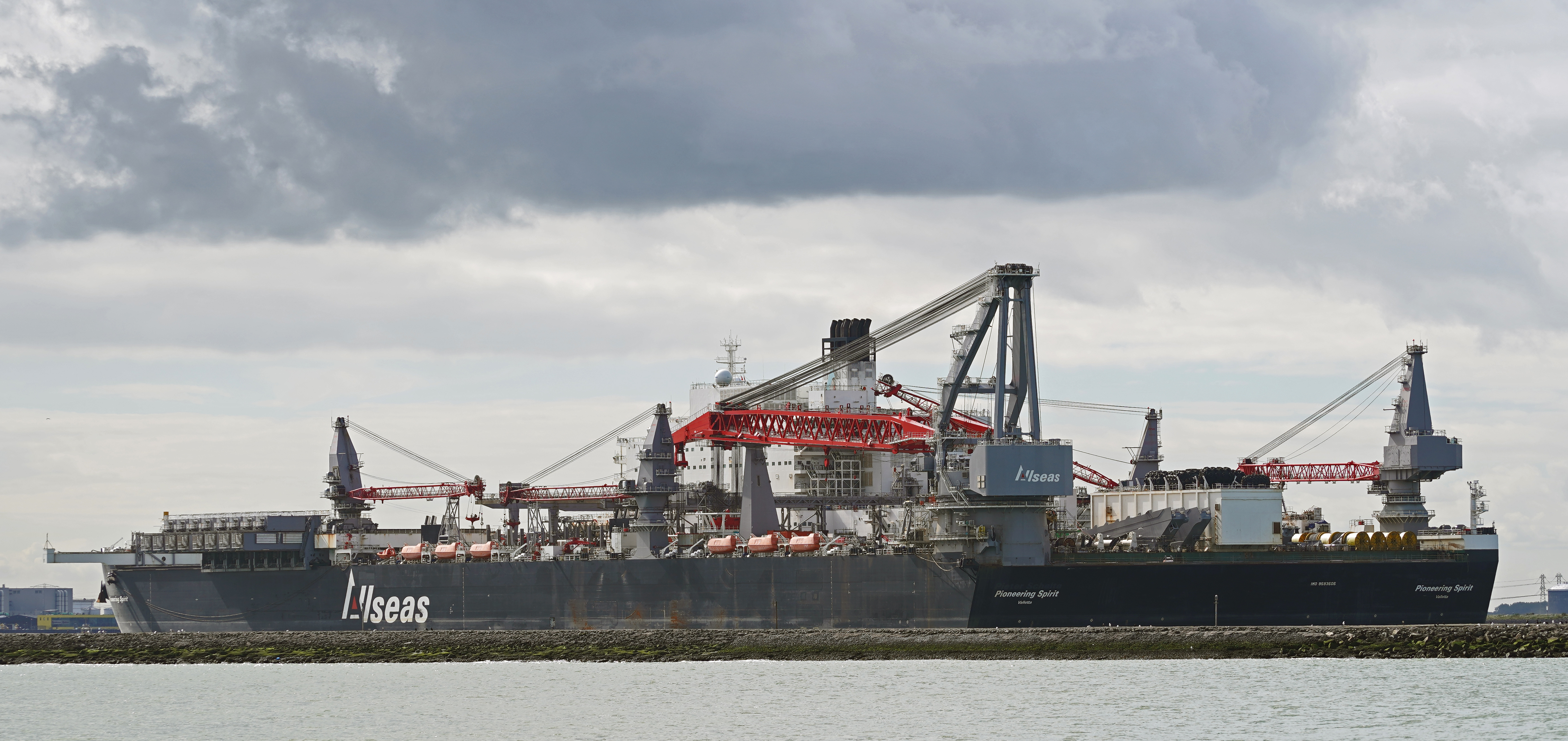
Vista trasera del buque, año 2020.

## Historial operativo

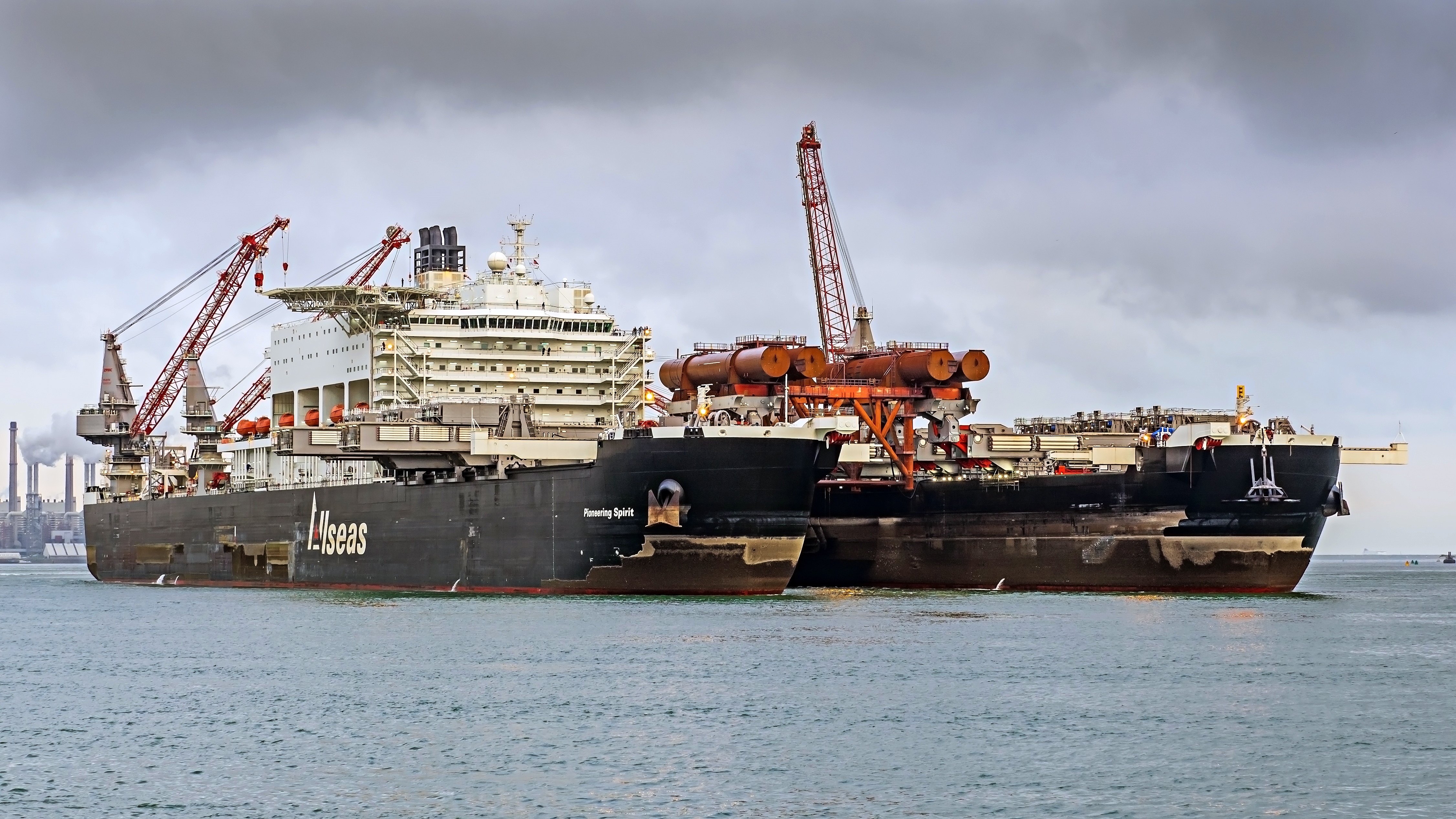
Transporte de una plataforma de 5500 t (6100 toneladas cortas) en la ranura de proa (agosto de 2016)

Fue construido en Corea del Sur por Daewoo Shipbuilding & Marine Engineering en 2013 con un coste de 2.600 millones de euros. Inició operaciones costa afuera en agosto de 2016.
En julio de 2019, Allseas anunció un plan para mejorar la capacidad de elevación de 48.000 toneladas a 60.000 toneladas para permitir la retirada de la plataforma Statfjord A en el Mar del Norte. 
En septiembre de 2021, se instaló en la cubierta de popa del buque un conjunto de grúas con una capacidad de elevación de 20.000 toneladas, lo que le permitió izar también cubiertas de plataforma. Esto también lo convirtió en el mayor péndulo flotante del mundo.